# 김인형
김인형(1986년 9월 10일 ~)은 대한민국의 남자 성우이다. 2017년에 KBS 공채 42기 성우로 입사하였다. 한국방송 성우극회 소속.

## 주요 출연작품

### 라디오

#### KBS
소설극장 (KBS 3라디오)
- 2017.01.19 ~ 2017.03.12 기욤 뮈소 作 <내일> (경비원)

KBS 무대 (KBS 한민족방송)
- 2017.02.25 <탈퇴하시겠습니까?> (학생2)
- 2017.03.11 <카페W> (댓글1)

라디오 극장 (KBS 한민족방송)
- 2017.02.01 ~ 2017.02.28 정규웅 作 <붉은 꽃, 나혜석> (순경)
- 2017.03.01 ~ 2017.03.31 정길연 作 <달리는 남자 걷는 여자> (권수창)
- 2017.04.01 ~ 조두진 作 <결혼면허> (윤철 동료)

다큐멘터리 역사를 찾아서 (KBS 라디오)
- 2017.02.19 <제643편 척신 김안로, 탄핵을 받다> (대신2)
- 2017.02.26 <제644편 경빈 박 씨와 「작서의 변」> (이종익)

바람따라 구름따라 (KBS 라디오)
- 방송중

## 같이 보기
- 한국방송 성우극회